# Цветковка (Дагестан)
Цветковка — село в Кизлярском районе Дагестана. Административный центр сельского поселения «Сельсовет «Цветковский»».

## Географическое положение
Населённый пункт расположен у канала Курутерек, в 14 км к северо-востоку от города Кизляр. Западнее села проходит региональная трасса Кизляр — Брянск.

## История
Впервые упоминается в 1859 году как деревня Цветковка (Ходжаево), на землях помещика Ходжаева. По другим данным в 1877 году русскими переселенцами, из Центральних губерний России, на берегу протоки Куру-Терек был основан хутор Цветковский.
В 1883 году в нём насчитывалось всего 5 дворов. После революции хуторяне организуют колхоз «Крестьянский труд». С 1934 года хутор становится центром одноименного сельского совета.
В 1957 году в село в плановом порядке переселили чамалинцев из села Кенхи Советского (ныне Шатойского) района восстановленной ЧИАССР. Русское население начинает постепенно покидать село. С переписи 1989 года основной нацией в селе значатся чамалинцы.

## Население
| 1926 | 1970 | 1989  | 2002  | 2010  | 2021  |
| ---- | ---- | ----- | ----- | ----- | ----- |
| 118  | ↗875 | ↗1620 | ↗2341 | ↗3767 | ↗4547 |

Национальный состав
По данным Всесоюзной переписи населения 1926 года:
| № | Национальность | Численность, чел. | Доля |
| - | -------------- | ----------------- | ---- |
| 1 | русские        | 74                | 63 % |
| 2 | молдаване      | 40                | 34 % |
| 3 | сербы          | 4                 | 3 %  |

По данным Всероссийской переписи населения 2010 года:
| № | Национальность | Численность, чел. | Доля   |
| - | -------------- | ----------------- | ------ |
| 1 | аварцы         | 3 637             | 96,6 % |
| 2 | чеченцы        | 47                | 1,2 %  |
| 3 | даргинцы       | 41                | 1,1 %  |
| 4 | другие         | 42                | 1,1 %  |

По данным Всероссийской переписи населения 2010 года, в селе проживало 3767 человек (1875 мужчин и 1892 женщины).

## Хозяйство
СПК «Цветковский»